# Большие Сухаревичи
Большие Сухаревичи (бел. Вялікія Сухарэвічы) — деревня в Брестском районе Брестской области Белоруссии, в 16 км к северу от Бреста. Входит в состав Чернавчицкого сельсовета.

## История
В XIX веке — деревня Брестского уезда Гродненской губернии. В 1858 году — владение пана Ягмина в составе имения Вистычи.
В 1897 году — деревня Мотыкальской волости того же уезда, 35 дворов, действовала школа грамоты.
После Рижского мирного договора 1921 года — в составе гмины Мотыкалы Брестского повята Полесского воеводства Польши, 24 двора.
С 1939 года — в составе БССР.